# Elatostema fenkolense
Elatostema fenkolense är en nässelväxtart som beskrevs av Hosokawa. Elatostema fenkolense ingår i släktet Elatostema och familjen nässelväxter. Inga underarter finns listade i Catalogue of Life.